# Weischlitz

Weischlitz  est une commune de Saxe (Allemagne), située dans l'arrondissement du Vogtland, dans le district de Chemnitz.

## Personnalités liées à la ville
- Hermann Vogel (1854-1921), illustrateur mort à Burgstein.